# Keith Acton
Keith Edward Acton (* 15. April 1958 in Stouffville, Ontario) ist ein ehemaliger kanadischer Eishockeyspieler und -trainer, der während seiner aktiven Karriere zwischen 1975 und 1994 unter anderem 1089 Spiele für die Canadiens de Montréal, Minnesota North Stars, Edmonton Oilers, Philadelphia Flyers, Washington Capitals und New York Islanders in der National Hockey League auf der Position des Centers bestritten hat. Mit den Edmonton Oilers feierte der dreimalige Weltmeisterschaftsteilnehmer in der Saison 1987/88 mit dem Gewinn des Stanley Cups den größten Erfolg seiner Spielerkarriere. Darüber hinaus war Acton zwischen 1994 und 2014 als Assistenztrainer bei verschiedenen NHL-Franchises tätig. Sein Sohn Will Acton ist ebenfalls professioneller Eishockeyspieler.

## Karriere
Acton verbrachte seine Juniorenzeit zwischen 1974 und 1975 bei den Wexford Raiders in der Ontario Hockey Association und von 1975 bis 1978 bei den Peterborough Petes in der Ontario Major Junior Hockey League. Mit den Petes gewann er am Ende der Saison 1977/78 den J. Ross Robertson Cup, woran er mit 128 Scorerpunkten maßgeblichen Anteil hatte. Damit war er bester Scorer seines Teams und viertbester der gesamten Liga. Im anschließenden Memorial Cup unterlagen die Peterborough Petes den New Westminster Bruins aus der Western Hockey League.
Nach dem Ende seiner Juniorenkarriere wurde der Stürmer im NHL Amateur Draft 1978 in der sechsten Runde an 103. Stelle von den Canadiens de Montréal aus der National Hockey League ausgewählt und von diesen umgehend verpflichtet. In seinen ersten beiden Spielzeiten im Profibereich gehörte Acton zum Kader der Nova Scotia Voyageurs aus der American Hockey League und er kam lediglich zweimal für die Canadiens in der NHL zum Einsatz. Während seiner Zeit bei den Voyageurs erhielt er 1980 die Berufung ins Second All-Star Team der AHL. Erst mit Beginn der Spielzeit 1980/81 gehörte der Angreifer fest zum NHL-Aufgebot Montréals, dem er bis kurz nach Beginn der Saison 1983/84 angehörte. Gemeinsam mit Mark Napier und einem Drittrunden-Wahlrecht im NHL Entry Draft 1984 wurde der Stürmer im Tausch für Bobby Smith an die Minnesota North Stars abgegeben. Dort spielte Acton die folgenden viereinhalb Spielzeiten, ehe er im Januar 1988 im Tausch für Moe Mantha von den Edmonton Oilers verpflichtet wurde. Mit dem von Wayne Gretzky angeführten Team gewann Acton am Saisonende den Stanley Cup.
Bereits nach etwas mehr als einem Jahr verließ der Kanadier die Oilers im Februar 1989 aber wieder, da er mit einem Sechstrunden-Wahlrecht im NHL Entry Draft 1991 zu den Philadelphia Flyers transferiert wurde. Diese gaben im Gegenzug Dave Brown an Edmonton ab. Für die Flyers lief Acton zunächst bis zum Saisonende auf, ehe er im Verlauf der Sommerpause zunächst gemeinsam mit Pete Peeters zu den Winnipeg Jets transferiert wurde, aber wenig später und ohne ein Spiel für das Franchise zu absolvieren, zurückgeholt wurde. Peeters kehrte ebenfalls nach Philadelphia zurück, was mit einem Fünftrunden-Wahlrecht im NHL Entry Draft 1991 und der Begleichung eines früheren Transfergeschäfts von Shawn Cronin kompensiert wurde. Letztlich spielte Acton bis zum Sommer 1993 für die Flyers.
Da sein Vertrag nach der Spielzeit 1992/93 ausgelaufen war, wechselte der Angreifer im Juli 1993 als Free Agent zu den Washington Capitals, für die er aber lediglich sechsmal auflief, da er über die Waiver-Liste von den New York Islanders ausgewählt wurde. Dort beendete Acton schließlich die Saison und lief in der Saison 1994/95 noch zwölfmal für die Hershey Bears in der AHL auf, die in Kooperation mit den Philadelphia Flyers standen. Mit Beendigung des Lockouts der NHL-Saison 1994/95 zog sich Acton im Alter von 36 Jahren vom aktiven Sport zurück.
Nach dem Ende seiner aktiven Karriere wurde Acton umgehend als Assistenztrainer bei den Philadelphia Flyers angestellt. Diese Position füllte er bis 1998 unter Cheftrainer Terry Murray und seinem Nachfolger Wayne Cashman aus. Die Flyers erreichten im Verlauf der Saison 1996/97 das Finale um den Stanley Cup. Von 1998 bis 2000 arbeitete der einstige Stürmer in selber Funktion unter John Muckler bei den New York Rangers. Darauf folgten elf Jahre bei den Toronto Maple Leafs, wo er als Assistent von Pat Quinn, Paul Maurice und Ron Wilson arbeitete.
In der Saison 2011/12 wurde Acton vom serbischen Eishockeyverband Savez hokeja na ledu Srbije verpflichtet. Dort betreute er als Assistent von Aleksandar Anđelić das U18-Nationalteam bei der U18-Junioren-Weltmeisterschaft 2012 in der Gruppe B der Division II. Anschließend zog es ihn zurück nach Nordamerika, wo er in der Spielzeit 2012/13 bei den Columbus Blue Jackets anheuerte und das Jahr unter Todd Richards arbeitete. Zur Spielzeit 2013/14 wurde er für zwei Spielzeiten Assistenztrainer bei den Edmonton Oilers unter Cheftrainer Dallas Eakins. Nach der Spielzeit 2014/15 wurde Acton von seinem Amt entbunden. Während der Zeit bei den Oilers betreute er dabei auch zeitweise seinen Sohn Will Acton.

### International
Für sein Heimatland lief Acton bei den Weltmeisterschaften 1986 in der sowjetischen Landeshauptstadt Moskau, 1990 in der Schweiz und 1992 in der Tschechoslowakei auf. Dabei konnte er 1986 mit den Kanadiern die Bronzemedaille gewinnen, wozu er in zehn Turnierspielen mit drei Toren beitrug. Bei den beiden anderen Weltmeisterschaften landeten die Ahornblätter außerhalb der Medaillenränge. Insgesamt bestritt Acton im Laufe seiner Karriere 26 WM-Spiele und erzielte dabei sechs Tore.

## Erfolge und Auszeichnungen
- 1978 J.-Ross-Robertson-Cup-Gewinn mit den Peterborough Petes
- 1980 AHL Second All-Star Team
- 1982 NHL All-Star Game
- 1988 Stanley-Cup-Gewinn mit den Edmonton Oilers

### International
- 1986 Bronzemedaille bei der Weltmeisterschaft

## Karrierestatistik

### International
Vertrat Kanada bei:
- Weltmeisterschaft 1986
- Weltmeisterschaft 1990
- Weltmeisterschaft 1992

(Legende zur Spielerstatistik: Sp oder GP = absolvierte Spiele; T oder G = erzielte Tore; V oder A = erzielte Assists; Pkt oder Pts = erzielte Scorerpunkte; SM oder PIM = erhaltene Strafminuten; +/− = Plus/Minus-Bilanz; PP = erzielte Überzahltore; SH = erzielte Unterzahltore; GW = erzielte Siegtore; 1 Play-downs/Relegation; Kursiv: Statistik nicht vollständig)